# Rubus copelandii
Rubus copelandii är en rosväxtart som beskrevs av Elmer Drew Merrill. Rubus copelandii ingår i släktet rubusar, och familjen rosväxter. Inga underarter finns listade i Catalogue of Life.